# Marcus Bundgaard
Marcus Bundgaard, né le 5 août 2001 à Brønderslev au Danemark, est un footballeur danois qui évolue au poste de gardien de but à SønderjyskE.

## Biographie

### En club
Né à Brønderslev au Danemark, Marcus Bundgaard commence le football au Brønderslev IF avant d'être formé par le Aalborg BK mais il ne fait aucune apparition avec l'équipe première du club et le 9 juillet 2020 il signe en faveur de Jammerbugt FC pour un contrat de deux ans, soit jusqu'en juin 2022.
C'est avec ce club qu'il fait ses débuts professionnels, jouant son premier match le 29 août 2020, lors d'une rencontre de troisième division danoise, face au SfB-Oure FA (en). Il est titularisé et son équipe l'emporte par deux buts à zéro.
Lors de cette saison 2020-2021, Bundgaard s'impose comme un titulaire et participe à la promotion du club vers la deuxième division danoise pour la saison suivante, le club étant même sacré champion de troisième division.
Le 31 janvier 2022, Marcus Bundgaard rejoint le club rival du Vendsyssel FF.
Le 7 mars 2024, Marcus Bundgaard rejoint la Suède en signant en faveur de l'IF Elfsborg pour un contrat courant jusqu'en décembre 2028.
Il joue son premier match pour Elfsborg le 1 avril 2024, lors de la première journée de la saison 2024 d'Allsvenskan face à l'IFK Värnamo. Il est titularisé et les deux équipes se neutralisent (2-2 score final).
Le 3 février 2025, lors du mercato hivernal, Marcus Bundgaard rejoint SønderjyskE. Il arrive pour remplacer Jakob Busk, parti lors de ce même mercato, et signe un contrat de trois ans et demi, soit jusqu'en juin 2028.